# Batalla de Teba
La batalla de Teba fue un episodio bélico que tuvo lugar en la localidad andaluza que le da nombre, en el mes de agosto de 1330. En ella se enfrentaron un ejército cristiano comandado por el rey castellano Alfonso XI y otro musulmán enviado por el emir nazarí Muhammed IV de Granada y comandado por el general benimerín Ozmín. La principal consecuencia de la batalla fue la toma del estratégico castillo de la Estrella por las tropas cristianas.

## Antecedentes
La batalla de Teba se inscribe en la campaña general contra el reino nazarí de Granada que a lo largo de su reinado emprende el belicoso Alfonso XI, campaña que, a su vez, se enmarca, en el periodo de la batalla, dentro de la Cruzada contra el infiel que, a instancias del rey Alfonso IV de Aragón se llevaba a cabo desde 1329. En consonancia con estas circunstancias, en el bando nazarí se hicieron aún más patentes, si cabe, las influencias norteafricanas y, así, amplios contingentes benimerines llegaron a tener un papel muy importante en el desarrollo bélico.
En los años precedentes a la batalla de Teba, todo el sector occidental de la frontera granadina fue objeto de acometidas constantes que tuvieron hitos importantes en las tomas en 1327 de plazas tan significativas como Olvera, el castillo de Vallehermoso, Pruna y Torre Alháquime.

## La batalla y su desarrollo
El asedio propiamente dicho a la fortaleza de Teba comenzó el día 7 de agosto. Tan solo una semana después se presentaría el principal escollo al que debían hacer frente las tropas cristianas; la llegada desde Granada del temido general Ozmín. Este, con su real plantado en el cercano castillo del Turón, se dedicó, desde el preciso momento de su llegada, a hostigar reiteradamente a las tropas comandadas por Alfonso XI, las cuales tuvieron sensibles pérdidas y sufrieron una general desmoralización. Las escaramuzas granadinas siguieron durante varios días sin que los cristianos pudieran entrar en confrontación directa contra sus enemigos, tal como deseaban. Finalmente Ozmín se la jugará cuando, esperando poder asaltar el campamento cristiano, divida su ejército en dos. Una parte la llevaría junto al río Guadalteba en una estratagema que pretendía desguarnecer el campamento enemigo. Entretanto, la parte principal se llegaría precisamente hasta allí para proceder a su asalto. No obstante Alfonso XI fue consciente de la estrategia y decidió dejar en el campamento una buena parte del ejército con multitud de prevenciones materiales. Así y aunque los combates fueron intensos junto al real cristiano, los musulmanes comprenderían que los objetivos eran inalcanzables y decidirían la retirada hacia sus campamentos del Turón. 

## La muerte de Sir James Douglas
En la persecución subsiguiente se produjo el famoso episodio de la muerte de Sir James Douglas, noble escocés que participaba en la batalla y al que Alfonso XI había conseguido ganar para su causa mientras aquel se dirigía a Tierra Santa, portando el corazón embalsamado del rey escocés Roberto I de Escocia. Al parecer, el deceso del noble se produjo cuando este y algunos de sus soldados cayeron en la famosa táctica bereber conocida como «torna e fuye» en la que los que huyen terminan envolviendo y masacrando a los perseguidores.

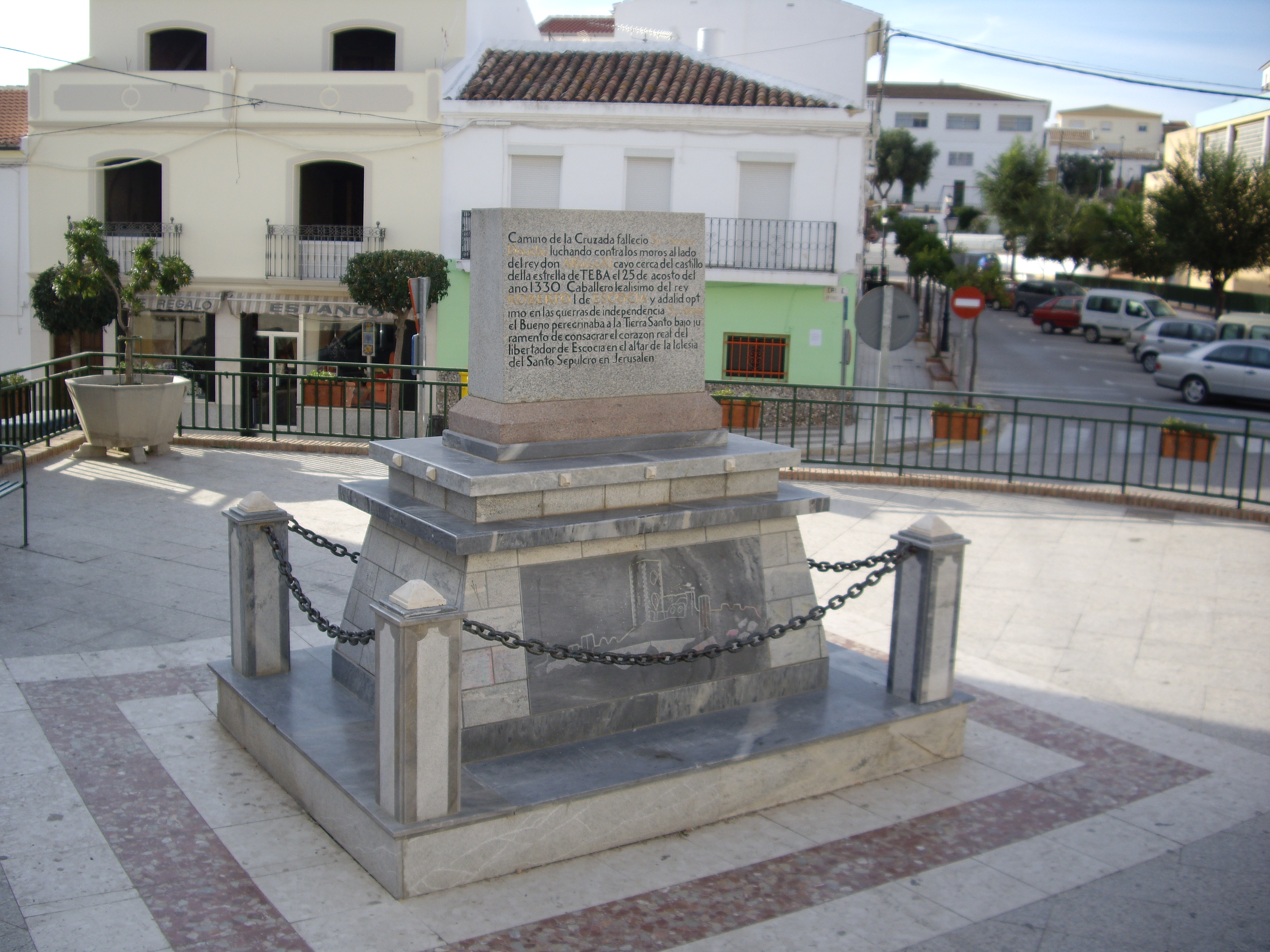
Monumento a Sir James Douglas en la Plaza de España de Teba.

Douglas les persiguió hasta que se percató de que ninguno de sus hombres le seguía y se dio la vuelta. Justo entonces observó a uno de sus caballeros rodeado por un grupo de musulmanes que se habían vuelto a juntar y trató de prestarle ayuda, pero pronto se encontró a sí mismo rodeado igualmente de enemigos. Según la leyenda, Douglas tomó de su pecho el relicario de plata con el corazón de Bruce y lo lanzó lejos del alcance del enemigo, diciendo «Ahora muéstranos el camino, ya que venciste, y yo te seguiré o moriré». Douglas, y casi todos sus hombres resultaron muertos en la batalla, incluyendo a William St. Clair de Rosslyn y Robert Logan de Restalrig. Su cuerpo y el relicario conteniendo el corazón embalsamado de Bruce se encontraron juntos en el campo y cuando Muhammed IV supo que pertenecía al rey escocés, envió los cuerpos de Douglas y sus hombres a Alfonso XI con una guardia de honor. Fueron llevados a Escocia por los escoceses supervivientes, William Keith de Galston, y Simon Lockhart.

## El final de la batalla y la llamada Paz de Teba
El fracaso de los intentos nazaríes y el hecho de una enfermedad sobrevenida al general Ozmín que determinaría, finalmente, su muerte, desembocarían el día 30 de agosto en la caída definitiva de la plaza fuerte de Teba y su paso a manos castellanas. Solo unos meses después, el 19 de febrero de 1331, se firmaría la Paz de Teba por la que los monarcas castellano, aragonés y nazarí se comprometían a una tregua de cuatro años y a la entrega de parias al rey castellano por parte del emir granadino.